# فرودگاه آبی پگو دوون کانادا
فرودگاه آبی پگو دوون کانادا (به انگلیسی: Peggo Devon Canada Aerodrome) یک فرودگاه خصوصی است که یک باند فرود شن دارد و طول باند آن ۱۲۶۰ متر است. این فرودگاه در کشور کانادا قرار دارد و در ارتفاع ۴۵۴ متری از سطح دریا واقع شده است.